# Actinocladum verticillatum
Actinocladum verticillatum là một loài thực vật có hoa trong họ Hòa thảo. Loài này được (Nees) McClure ex Soderstr. mô tả khoa học đầu tiên năm 1981. Chúng là loài duy nhất thuộc chi Actinocladum. Loài phân bố ở miền tây Nam Mỹ và Brasil.